# Bylyra
Il Bylyra (in russo Былыра?) è un fiume dell'Estremo oriente russo, affluente di sinistra del fiume Kyra. Scorre nel Kyrinskij rajon del Territorio della Transbajkalia.
Il fiume ha origine sul versante nord-occidentale dei Monti Stanovik sul passo Bylyra-Džilinskij (1 282 m). La sua lunghezza è di 113 km, l'area del bacino di 2 260 km². Il fiume scorre in direzione sud-ovest e sfocia nella Kyra a 78 km dalla foce, vicino al villaggio di Bylyra.